# 康塞普西翁 (安蒂奧基亞省)
6°23′42″N 75°15′30″W / 6.39500°N 75.25833°W

康塞普西翁（西班牙語：Concepción），是哥倫比亞的城鎮，位於該國西北部安蒂奧基亞省，面積167平方公里，距離麥德林72公里，海拔高度1,875米，2011年人口4,509，人口密度每平方公里35人。